# 威利·麥考維
威利·李·麥考維（英語：Willie Lee McCovey，1938年1月10日—2018年10月31日），美國棒球運動員，美國職棒大聯盟著名選手，為500全壘打俱樂部成員，1986年入选棒球名人堂。大聯盟生涯中擊出521之全壘打排名史上第20位。
麥考維大部分的職業生涯在舊金山巨人度過，巨人隊主場AT&T球場右外野後面的海灣便以麥考維之名命名，稱之McCovey Cove。

## 外部連結
- 球員資訊和成績在Baseball-Reference，Fangraphs，The Baseball Cube（英文）
- 500 Home run Club （页面存档备份，存于）